# Солуэй-Фертский космонавт
Солуэй-Фертский космонавт (англ. Solway Firth Spaceman), также известный как Солуэйский космонавт (англ. Solway Spaceman) и Камберлендский космонавт (англ. Cumberland Spaceman) — фигура на фотографии, сделанной в 1964 году пожарным, фотографом и краеведом Джимом Темплтоном (13 февраля 1920 — 27 ноября 2011 года). Знаменитый снимок был сделан в Бург Марш, Солуэй-Ферт, Камбрия, Англия. Темплтон утверждал, что на заднем плане фотографии запечатлена фигура в скафандре, и настаивал на том, что он не видел никого поблизости, когда делал снимок. Изображение было широко растиражировано в газетах того времени и завоевало внимание уфологов, которыми долгое время представлялось как вещественное доказательство существования пришельцев и фактически имело культовое значение.
Наиболее популярным объяснением происхождения «пришельца» на фотографии на сегодня является то, что Темплтон ненамеренно сфотографировал свою жену, не заметив её из-за ограниченного обзора видоискателя, а цвет её одежды был искажён, поскольку кадр был пересвечен.

## Фотография
23 мая 1964 года Джим Темплтон, пожарный из Карлайла, Камберленд (теперь часть Камбрии), во время однодневной поездки в Бург Марш сделал три фотографии своей пятилетней дочери. Темплтон заявил, что единственными людьми на болотах, кроме него с дочерью, в тот день были несколько старушек, сидевших в машине в дальнем конце болота. В письме Daily Mail в 2002 году Темплтон заявил: 
Я сделал три фотографии моей дочери Элизабет в подобной позе — и был потрясён, когда второе фото вернулось с проявки «Kodak», на заднем плане было запечатлено что-то вроде космонавта.
 Темплтон настаивал, что он не видел фигуру до проявки его фотографий, и аналитики «Kodak» подтвердили, что фотография была подлинной.
При этом Темплтон не утверждал, что на его фотографии был запечатлён пришелец или призрак, он лишь настаивал на том, что не видел фигуру в видоискатель и не знает, кто это мог бы быть.
Газета Metro сравнила вид Солуэй-Фертского космонавта с космическим снаряжением НАСА: «белый костюм, тёмное забрало и шлем».

## Огласка
Темплтон заявил журналистам: 
|       | I took the picture to the police in Carlisle who, after many doubts, examined it and stated there was nothing suspicious about it. The local newspaper, the Cumberland News, picked up the story and within hours it was all over the world. The picture is certainly not a fake, and I am as bemused as anyone else as to how this figure appeared in the background. Over the four decades the photo has been in the public domain, I have had many thousands of letters from all over the world with various ideas or possibilities – most of which make little sense to me. |  | Я принёс фото в полицию Карлайла, которая после многих сомнений осмотрела его и заявила, что в этом нет ничего подозрительного. Местная газета Cumberland News подхватила эту историю, и в течение нескольких часов о ней узнал весь мир. Фото, конечно, не подделка, и я удивлён как никто другой, как эта фигура появилась на заднем плане. За четыре десятилетия пребывания фото в общественном достоянии мне пришло много тысяч писем со всего мира с различными идеями и перспективами — большинство из которых не имеют для меня особого смысла. |  |
| [ 5 ] | |  | |  |

Темплтон утверждал, что после опубликования фотографии его посетили двое мужчин, которые утверждали, что работают на правительство, но отказались показать своё удостоверение личности. «Они сказали, что работают на правительство и что их идентифицируют лишь по личному номеру». После того как он показал им место, где были сделаны фотографии, и объяснил, что не видел фигуру во время съёмки, люди рассердились и уехали, оставив его одного. В более поздних интервью Темплтон выражал мнение, что люди, скорее всего, не были связаны ни с какими правительственными организациями, а, возможно, являлись уфологами-любителями или репортёрами. В уфологических кругах принято считать, что мужчины причастны к «людям в чёрном».
В интервью BBC Look North и письме в Daily Mail Темплтон также утверждал, что запуск ракеты «Blue Streak» на полигоне Вумера в Южной Австралии дважды был прерван, так как на полигоне были замечены фигуры двух крупных мужчин. Темплтон утверждал, что позже техники увидели его фотографию в австралийской газете и сказали, что фигуры были точно такими же. По другим данным, запуск ракеты был отменён из-за технических неполадок, а история о двух пришельцах является слухом, ставшим городской легендой. Запуск ракеты снимался на фото и видео, присутствия посторонних фигур на плёнке зафиксировано не было.
В ответ на просьбу от уфологов дать им знать, представляет ли фото интерес для властей, Министерство обороны Великобритании официально заявило, что фото Темплтона их не интересует.
В 1996 году Темплтон и его уже взрослая дочь Элизабет Добсон дали интервью репортёру шотландской газеты Dumfries Courier, в котором Элизабет прокомментировала: «Я мало что помню. Думаю, это был кто-то с другой планеты. Довольно эгоистично с нашей стороны думать, что мы единственная разумная форма жизни».

## Объяснения
Солуэй-Фертский космонавт являлся одним из первых вещественных доказательств возможности существования инопланетян в уфологических кругах.
Одной из гипотез возникновения фотографии было то, что Темплтон пошёл на сознательную фальсификацию ради личной известности. Практика подделки паранормальных фотографий была популярна в Англии в конце XIX века, и Темплтон вполне мог ей последовать (сфотографировав переодетую жену или манекен), а независимых свидетелей, которые могли бы подтвердить слова Темплтона, на месте съёмки не было. Джим настаивал, что жены не было в кадре в тот момент, когда он сделал снимок.
В XXI веке фотография была обработана с помощью современных технологий. В результате исследователи пришли к выводу, что космонавт на самом деле — жена Темплтона, Энни. Она присутствовала в поездке и была запечатлена на других фотографиях, сделанных в тот день. Так как камера Темплтона Zeiss Contax Pentacon F SLR отображает в видоискателе только 70 % от фактической фотографии, возможно, что он сделал фотографию, не заметив свою жену на периферии кадра. В тот день Энни была одета в бледно-голубое платье, которое на других фотографиях, сделанных в тот день, было переэкспонировано и выглядело как белое. У неё также были тёмные стриженые волосы. Если использовать компьютерную обработку изображения, затемнив изображение и выпрямив горизонт, космонавт становится похож на фигуру обычного человека, видимого со спины, что видно также по согнутой в локте руке.
В связи с этим, большинство исследователей в настоящее время считают, что на фотографии, сделанной Темплтоном, нет ничего сверхъестественного и необычного.

## Наследие
Фотография была названа «одной из самых загадочных в XX веке». 2 февраля 2013 года вышел эпизод американского телесериала Unsealed Alien Files, где рассказывается о Солуэй-Фертском космонавте. 22 июля 2019 года американская метал-группа Slipknot выпустила песню «Solway Firth», посвящённую изображению. Итальянская газета Il Messaggero включила снимок в список «10 тревожных фотографий, которые наука до сих пор не смогла объяснить». Фотография Солуэй-Фертского космонавта разместилась на 4 месте в списке издания Metro «6 жутких британских загадок, о которых вы, возможно, никогда не слышали».